# John Talbot, Shrewsbury 1. grófja
John Talbot (Shropshire, 1384 –‎ Castillon-la-Bataille, 1453. július 17.) Shrewsbury 1. grófja, a százéves háború kiemelkedő angol hadvezére, a Térdszalagrend lovagja volt. Apja, Richard Talbot báró volt. Egyik lánya, Eleanor feltehetően IV. Eduárd angol király első felesége volt. Angol Akhilleuszként is emlegették, a francia anyák pedig vele fenyegették engedetlen gyerekeiket.

## Hadi pályafutása
A walesi határvidéken nőtt fel, és már fiatal korában, 1404-ben bekapcsolódott az Owain Glyndŵr vezette függetlenségi háború harcaiba. V. Henrik angol király írországi főparancsnoknak nevezte ki 1414-ben, és 1419-ig szolgált ebben a pozícióban. Az írek úgy tartották, hogy „Heródes király óta nem volt senki annyira bűnös a gonosz cselekedetekben”, mint ő.
1419-ben már a Francia Királyság területén harcolt. 1420-ban részt vett Melun, majd a következő évben a Meaux ostromában. 1424. augusztus 17-én harcolt a verneuil-i csatában. Ezután visszatért Írországba, majd ismét Franciaország következett. 1427-ben Talbot felmentette az ostromlott Le Mans-t és elfoglalta Lavalt. Részt vett Orléans sikertelen ostromában, majd 1429. június 18-án, a patay-i ütközetben fogságba esett, és négy éven át rab volt, de kicserélték a francia hadvezérért, Jean Poton de Xaintrailles-ért. 1434-ben elfoglalta Clermont-t. 1436 leverte a Pays de Caux-i lázadást, és a király a franciaországi angol csapatok marsalljának nevezte ki.
1437-ben visszafoglalta Pontoise-t, majd Párizsig vezette katonái. 1437 tavaszán átkelt a Blanche Taque-i gázlón, és elkergette a Le Crotoy-t ostromló burgundiaiakat, és felszabadította Tancarville-t. 1439 decemberében egy éjszakai támadással visszaverte az Avranches-ért harcoló franciákat, majd a következő év októberében elfoglalta Harfleurt. 1441 júniusában seregével átkelt az Oise-on, és elkergette a Pontoise-t támadó francia csapatokat.
Talbot visszatért Angliába, ahol hatalmas hírneve volt és nemzeti hősként tekintettek rá. 1442-ben megkapta Salop—Shrewsbury grófi címét. 1445-1447-ben ismét Írországban irányította az angol hadakat, majd visszatért a La Manche másik felére. 1449-ben francia fogságba esett, ahonnan 1450-ben – Falaise kapitulálásának fejében – szabadon engedték.
1452-ben Gascogne főkapitányának nevezték ki, és új hadjáratot vezetett, amely végül a százéves háború utolsó angol hadi vállalkozása lett. Október 17-én partra szállt, majd bevonult Bordeaux-ba. 1453. július 17-én megütközött a franciákkal Castillonnál. Talbot nem viselt páncélt, mert szabadon bocsátásakor esküt tett erre a franciáknak. Az angolok a százéves háború utolsó csatájában vereséget szenvedett. Talbot lovát eltalálta egy tűzfegyver lövedéke, és felbukott, maga alá szorítva az öreg katonát. Talbotot egy Michael Perunin nevű francia íjász ölte meg csatabárddal, a fejére mért csapással.
A gróf holttestét egyik hiányzó foga alapján azonosították másnap. Egy korabeli forrás szerint azon a helyen temették el, ahol elesett. Ami biztos, hogy a testet később Falaise-ba vitték, ahol újratemették, kivéve a koponyáját, amelyet Angliában helyeztek végső nyugalomra. 1493 körül Gilbert Talbot a testet is Angliában temettette el. 1860-ban Talbot sírját felnyitották és a csontokat megvizsgálták. A jelentés szerint a koponyán látható a csatabárd okozta sérülés. A csata helyszínén egy oszlop őrzi John Talbot emlékét.